# Lycocorax pyrrhopterus
El ave del paraíso corvina (Lycocorax pyrrhopterus) es una especie de ave paseriforme de la familia Paradisaeidae. Es la única especie de su género. Mide unos 34 cm y tiene un plumaje de colores oscuros. Se reconocen tres diferentes subespecies y su hábitat natural son las tierras bajas de las islas Molucas (Indonesia). Se alimenta principalmente de frutas y artrópodos.

## Subespecies
Se reconocen las siguientes:
- Lycocorax pyrrhopterus pyrrhopterus (Bonaparte, 1850) — Halmahera, Kasiruta y Bacan
- Lycocorax pyrrhopterus morotensis Schlegel, 1863 — Morotai y Rau
- Lycocorax pyrrhopterus obiensis Bernstein, 1865 — Islas Obi.